# 2181 Fogelin
A 2181 Fogelin (ideiglenes jelöléssel 1942 YA) a Naprendszer kisbolygóövében található aszteroida. Karl Wilhelm Reinmuth fedezte fel 1942. december 28-án.